# Campiglossa qinquemaculata
Campiglossa qinquemaculata är en tvåvingeart som beskrevs av Wang 1996. Campiglossa qinquemaculata ingår i släktet Campiglossa och familjen borrflugor. Inga underarter finns listade.